# Operation Vigilant Resolve
Operation Vigilant Resolve, eller det første slag om Fallujah, var amerikanske troppers forsøg på at indtage byen Fallujah i Irak i april 2004, under irakkrigen. Hovedårsagen til operationen var irakiske oprøreres drab på- og lemlæstelse af fire private sikkerhedsfolk fra firmaet Blackwater, og tabet af fem amerikanske soldater i Habbaniya få dage før.

## Optakten
Befolkningen i Fallujah havde generelt nydt godt af Saddam Husseins styre, hovedsagelig fordi styret ansatte mange af byens indbyggere i politiet, militæret og efterretningstjenesten. Men Saddam-regeringen var dog stadig ikke populær i byen.
Efter Ba'ath partiet var opløst, efter invasionen af Irak i 2003, valgte byens indbyggere et byråd ledet af Taha Bidaywi Hamed, der forhindrede at byen blev offer for plyndringer og kriminalitet, som det ellers skete mange andre steder i Irak. Byrådet og Hamed blev anset for at være overvejende venligt indstillede over for den amerikanske besættelsesmagt, der til gengæld bedømte at det var usandsynligt at byen ville blive et oprørscentrum. Man sendte derfor i første omgang ikke tropper til byen. Det viste sig at være en fejltagelse, der førte til at for få amerikanske soldater blev sendt til byen.
Selvom Fallujah havde været udsat for sporadiske luftangreb, vendte befolkningen sig først mod besættelsesmagten da 700 soldater fra 82nd Airborne Division kom til byen i april 2003, og omkring 150 soldater overtog al-Qa'id skolen. Om aftenen 28. april samledes omkring 200 lokale uden for skolen, og krævede at soldaterne forlod den, så den igen kunne anvendes til undervisning. Efter deres røggranater ikke fik spredt demonstrationen, skød fire soldater på taget ind i folkemængden, og dræbte 17 og sårede over 70. De amerikanske styrker forklarede at skyderiet foregik over 30-60 sekunder, mens Human Rights Watch konkluderer at det er mere sandsynligt at det varede omkring 10 minutter. Soldaterne forklarede at mindst 10 personer i demonstrationen havde AK47 automatrifler
To dage senere blev endnu en demonstration beskudt, da den protesterede mode skyderiet ved skolen, denne gang af 3rd Armored Cavalry Regiment. Tre blev dræbt. Efter begge episoder forklarede de amerikanske soldater at de ikke havde skudt før de selv blev beskudt.
Tropperne fra 82nd Airborne Division blev afløst af tropper fra 3rd Armored Cavalry og 101st Airborne Division, og 4. juni blev 3rd Armored Cavalry nødt til at bede om yderligere 1,500 soldater til at bekæmpe den voksende modstand i Fallujah og al-Habanniyya.
I juni begyndte amerikanske tropper at konfiskere motorcykler fra lokale indbyggere, da de angiveligt blev brugt til angreb på amerikanske tropper.
30. juni skete der er en eksplosion i en moske, og imamen og otte andre blev dræbt. Byens indbyggere påstod at amerikanerne havde affyret et missil mod moskeen, mens amerikanerne påstod at det var en ulykke, der skete mens oprørere byggede bomber i moskeen.
12. februar 2004 angreb oprørere en konvoj, der transporterede general John Abizaid, lederen af de amerikanske tropper i mellemøsten, og 82nd Airbornes major Charles Swannack.
Oprørerne havde tilsyneladende infiltreret de irakiske sikkerhedsstyrker, og beskød konvojen med RPG-raketter fra hustage.
Elleve dage senere lokkede oprørere en del af politistyrken til et falsk alarmopkald i udkanten af byen, og angreb tre politistationer, borgmesterens kontor og civilforsvarets base. Mindst 17 politimænd blev dræbt, og omkring 87 fanger løsladt.
I marts 2004 overgav Swannack al-Anbar provinsen til I Marine Expeditionary Force, under kommando af generalløjtnant James T. Conway.
I starten af marts 2004 resulterede den stigende vold mod de amerikanske tropper i at alle tropper blev trukket ud af byen.

## Drabet på Blackwater ansatte
31. marts 2004 overfaldt irakiske oprørere i Fallujah en konvoj med fire amerikanske private sikkerhedsfolk fra firmaet Blackwater USA, der var på vej gennem byen.
De fire bevæbnede sikkerhedsfolk blev dræbt af granater der blev smidt ind gennem vinduerne i deres pansrede køretøj. Der blev derefter sat ild til deres lig, og de blev slæbt gennem gaderne, og til sidst hængt fra en bro over Eufrat.
Billeder og video af episoden blev vist verden over, og var årsag til indignation og vrede i USA. Kort efter blev det annonceret at byen skulle "pacificeres."
Marinesoldaterne havde ellers planlagt en strategi med patruljer til fods, mindre aggressive husundersøgelser, humanitær hjælp og tæt samarbejde med lokale ledere, men i stedet fik de ordre til at starte en militær operation, der skulle rydde Fallujah for opørere.

## Angrebet
1. april lovede general Mark Kimmitt, operationschef for det amerikanske militær i Irak, et "overvældende" svar på drabene på de fire sikkerhedsfolk. Han udtalte at "vi vil pacificere den by."
3. april fik I Marine Expeditionary Force skriftlige ordre fra Joint Task Force (JTF), om at starte offensive operationer mod Fallujah. Denne ordre var imod Conways ønske om at udføre nålestiksangreb mod de der var mistænkt for at være involveret i drabene.
Om aftenen 4. april begyndte de amerikanske tropper at omringe byen med 2000 mand. Mindst fire hjem blev ramt af luftangreb, og der var sporadisk skydning natten igennem.
Om morgenen 5. april havde de amerikanske tropper omringet byen. Veje ind i byen blev blokeret med  humvees og pigtråd, og en lokal radiostation blev overtaget. Der blev uddelt løbesedler der bad byens beboere blive i deres hjem, og hjælpe med at identificere de der var involveret i overfaldet på Blackwater folkene.
Belejringen lukkede Fallujahs to primære hospitaler, der blev genåbnet 9. april.
De efterfølgende kampe satte gang i kamphandlinger mange andre steder i det centrale Irak, hvor irakiske oprørere udnyttede situationen til at slå til mod koalitionsstyrkerne. Muqtada al-Sadrs Mahdi-hær begyndte at gøre sig gældende i denne periode, og der var stigende uroligheder i Ramadi.
Flere udlændinge blev fanget af oprørerne. Nogle blev dræbt med det samme, andre blev holdt fanget i håb om at de kunne bruges til politiske eller militære handler.
Oprørerne i Fallujah holdt stand, mens de amerikanske tropper strammede deres greb om byen. Luftbombardementer ramte oprørernes stillinger i byen, Lockheed AC-130 Spectre fly beskød mål med deres maskinkanoner og artilleri. Amerikanske snigskytter besværliggjorde oprørernes bevægelser.
Efter tre dages kampe vurderedes det at de amerikanske styrker havde kontrol over 25% af byen.
De amerikanske angreb kostede både oprørerne og de civile dyrt, og blev i stigende grad kritiseret af det Irakiske Regerende Råd, hvor Adnan Pachachi sagde at "disse amerikanske operationer er uacceptable og ulovlige."
Som et krav til en våbenhvile, krævede USA at Al-Jazeera reporteren Ahmed Mansur og kameramanden Laith Mushtaq, de to eneste journalister der ikke var udstationeret med amerikanske tropper skulle trækkes ud af byen.
Ved middagstid 9. april, efter pres fra det regerende råd, annoncerede Paul Bremer at de amerikanske soldater ville overholde en våbenhvile, og at der ville blive forhandlinger mellem det regerende råd, oprørerne og talsmænd fra byen, samt at forsyninger ville blive leveret til indbyggerne.

## Efterspil
Selvom hundreder af oprørere var dræbt i angrebet, var byen stadig under oprørernes kontrol. De amerikanske tropper havde kun fået fodfæste i industriområdet syd for byen. 
13. april blev marinesoldater beskudt af oprørere i en moske. Et luftangreb ødelagde moskeen, og førte til vrede blandt irakerne.
19. april blev våbenhvilen tilsyneladende styrket med en plan der skulle starte fælles amerikanske og irakiske patruljer i byen. Med tiden brød denne aftale dog sammen. I de følgende måneder ændredes sammensætningen af oprørere i byen fra at være domineret af sekulære Ba'ath grupper, til at være styret af krigsherrer med forbindelse til organiseret kriminalitet og religiøse grupper.
1. maj 2004 trak de amerikanske styrker sig fra Fallujah, og Conway fortalte at han havde overladt byens sikkerhed til "Fallujah Brigaden," styret af en tidligere Ba'ath general, Jasim Mohammed Saleh.
I november 2004 var Fallujah igen overtaget af oprørere, og Operation Phantom Fury blev indledt for endeligt at rydde byen for oprørere.